# Oran M. Roberts

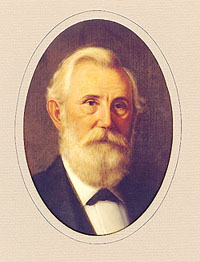
Oran Roberts

Oran Milo Roberts (* 9. Juli 1815 im Laurens District, South Carolina; † 19. Mai 1898 in Austin, Texas) war ein US-amerikanischer Jurist und der 18. Gouverneur von Texas.
Roberts wurde als Sohn von Obe und Margaret Roberts in South Carolina geboren. Seine Schulausbildung erhielt er zuhause von Privatlehrern. Im Alter von 17 Jahren begann er sein Jura-Studium an der University of Alabama, graduierte 4 Jahre später und wurde 1837 als Jurist zugelassen. 1841 zog er nach San Augustine in Texas, wo er sich mit einer eigenen Rechtsanwaltskanzlei niederließ. 1844 wurde Roberts vom damaligen Präsidenten von Texas, Sam Houston, als Bezirksstaatsanwalt eingesetzt. Zwei Jahre später wurde er Bezirksrichter. Weiterhin unterrichtete er an der University of San Augustine. 1856 wurde er in den Obersten Gerichtshof von Texas gewählt. In dieser Zeit wurde er zum Sprecher für Staatsrechte und als 1860 die Diskussion um die Sezession ihren Höhepunkt erreichte, war er das Zentrum der für die Konföderierten stimmenden Fraktion. 1862 ging er zurück nach Osttexas, wo er half das 11. Infanterieregiment aufzustellen, jedoch war seine militärische Karriere nur kurz. 1864 wurde er zum obersten Richter am Supreme Court of Texas gewählt.
Nach dem Amerikanischen Bürgerkrieg wurde er 1866 zum US-Senator gewählt. 1868 ging er zurück nach Gilmer, wo er eine Schule für angehende Juristen eröffnete. Mit der Wiederkehr der Demokraten 1874 an die Macht in Austin wurde Roberts wieder in den Obersten Gerichtshof gewählt und diente als Oberster Richter die nächsten vier Jahre. 1879 wurde er als Nachfolger von Richard B. Hubbard zum Gouverneur von Texas gewählt. Seine wichtigsten Anliegen waren die Senkung der hohen Steuern, die Verbesserung des Staatshaushalt und ein flächendeckendes Netz von öffentlichen Schulen. Zur Finanzierung seiner Vorhaben ließ er staatseigenes Land verkaufen und führte eine Finanzreform durch und 1882 wurde der Grundstein für die University of Texas at Austin gelegt, die ihre Pforten 1883, kurz vor dem Amtsende von Roberts, öffnete. Sein Nachfolger als Gouverneur wurde John Ireland.
Nach seinem Amtsende als Gouverneur arbeitete Roberts für die nächsten Jahre als Professor für Jura an der neu gegründeten Universität. Während seiner Zeit an der Universität veröffentlichte er mehrere Fachbücher. Das bekannteste daraus ist The Elements of Texas Pleading, das 1890 veröffentlicht wurde. 1893 verließ er die Universität und zog nach Marble Falls, wo er weitere historisch bedeutsame Schriften verfasste. 1895 zog er wieder nach Austin, wo er am 19. Mai 1898 verstarb.